# Ливеровский, Алексей Алексеевич (юрист)
Алексе́й Алексе́евич Ливеро́вский (родился 2 января 1947, Ленинград) — российский политический деятель и юрист.
Депутат Ленсовета (1990—1993), Законодательного собрания Санкт-Петербурга (1994—1998), судья Уставного суда Санкт-Петербурга (2000—2005). Кандидат физико-математических наук, доктор юридических наук, профессор.

## Биография
Сын учёного-химика и писателя Алексея Алексеевича Ливеровского. Внучатый племянник министра путей сообщения Временного правительства Александра Васильевича Ливеровского.
Окончил математико-механический факультет ЛГУ (1969), юридический факультет СПбГУ (1994).
В 1971—1973 служил в Вооружённых силах.
Четверть века преподавал высшую математику в Ленинградском государственном электротехническом институте, доцент. Кандидат физико-математических наук. Автор нескольких десятков трудов по теории управления.

### Политическая деятельность

#### ДепутатЛенсовета
В 1990—1993 — депутат Ленсовета; на выборах поддержан «Зелёным союзом».

#### ДепутатЗаконодательного Собрания Санкт-Петербурга

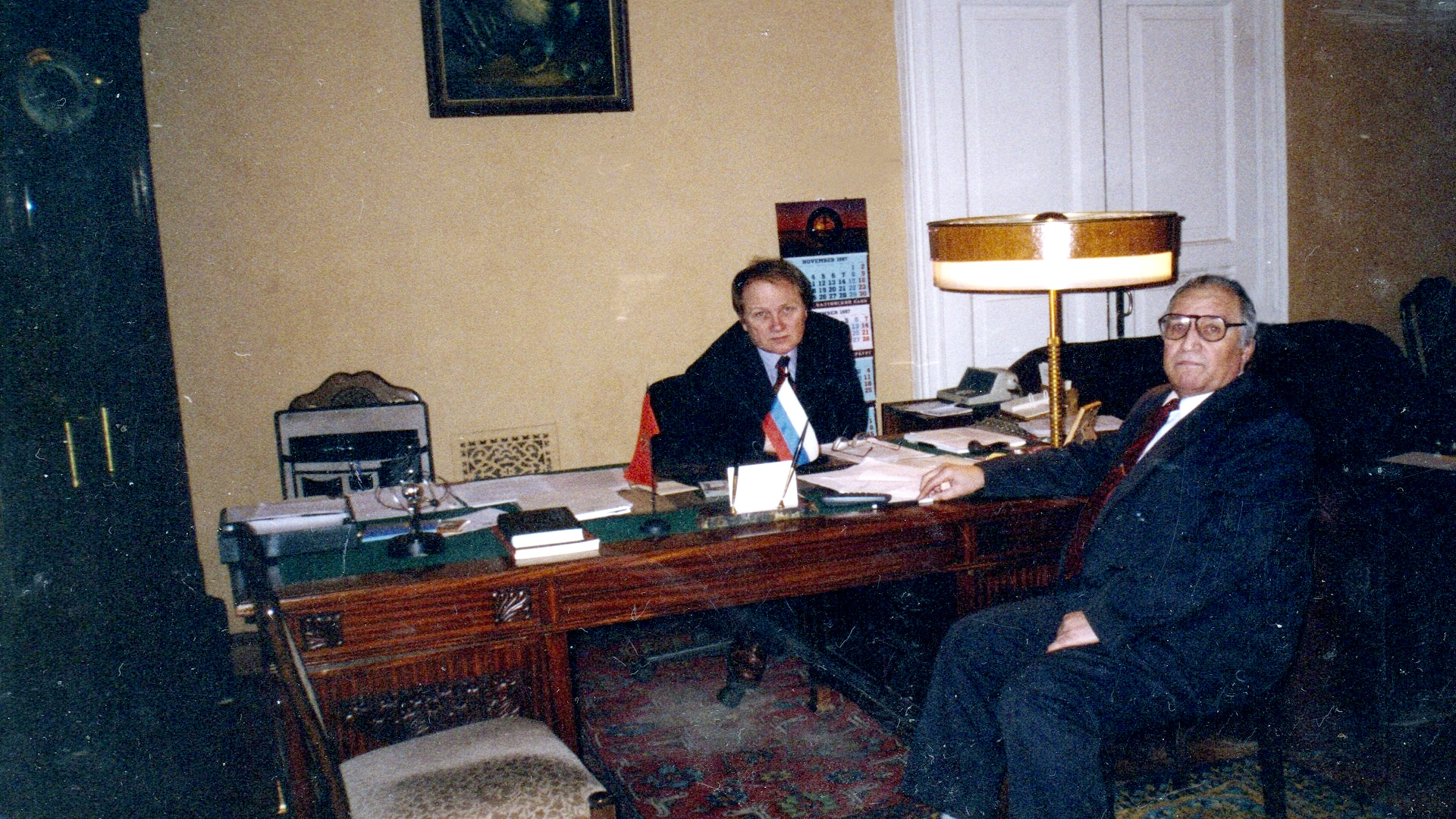
1998, депутат Законодательного Собрания СПб (I созыв) А.А.Ливеровский и его гл. помощник Владимир Васильевич Шаталов (генерал-майор в отставке) в Мариинском дворце

В 1993 баллотировался на выборах в Государственную думу по округу от блока «Выбор России».
Избирался депутатом Законодательного Собрания Санкт-Петербурга:
- 1994 — во втором туре; был выдвинут от блока «Весь Петербург».

Председатель Комитета по законодательству, председатель Постоянного комитета по правовым вопросам Северо-Западной Парламентской Ассоциации (СЗПА).
Был инициатором переименования Городского собрания в Законодательное и продления депутатских полномочий с 2 до 4 лет, распространения федерального закона о депутатской неприкосновенности на местных законодателей, переименования должности «мэр» в «губернатор». Автор и соавтор многих петербургских законов, в том числе «О государственной службе в Санкт-Петербурге», «Об Уставном суде Санкт-Петербурга», а также Устава Санкт-Петербурга.
Также выдвигался кандидатом:
- 1998 — от «Блока Юрия Болдырева», во втором туре поддержан объединенными демократами.

#### Судья Уставного суда Санкт-Петербурга
Являлся членом Санкт-Петербургской городской избирательной комиссии.
В 2000 году был избран судьёй Уставного суда Санкт-Петербурга (выдвинут группой депутатов — противников губернатора В. А. Яковлева).
В 2005 году с возникновением конфликта между Уставным судом и губернатором В. И. Матвиенко Ливеровский и ещё 2 судей (из 7) перестали посещать заседания суда (официальная причина — болезнь), а затем подали в отставку (полномочия Ливеровского были прекращены 7 августа) — в итоге, Уставный суд из-за отсутствия кворума не успел рассмотреть 11 дел об отмене различных постановлений Смольного.
В ноябре 2005 был назначен представителем администрации Санкт-Петербурга в Уставном суде — первым заместителем руководителя администрации губернатора Санкт-Петербурга.

### Научная и преподавательская деятельность
Доктор юридических наук (2003), тема диссертации: «Субъекты Российской Федерации в системе федеративной конституционной симметрии».
Профессор Санкт-Петербургского гуманитарного университета профсоюзов. Профессор и экс – декан юридического факультета Санкт-Петербургского государственного университета экономики и финансов (ныне СПбГУЭФ реорганизован путем присоединения в состав СПбГЭУ) - преподаёт спецкурс Правовой статус Санкт-Петербурга. Директор Института права в составе этого университета.
Профессор кафедры конституционного и административного права Санкт-Петербургского филиала Национального исследовательского университета «Высшая школа экономики», преподает научно-исследовательский семинар «Актуальные проблемы конституционного права».

### Участие в международных и всероссийских научных конференциях (форумах)
- III Международная научно-практическая конференция «Проблемы совершенствования бюджетной политики регионов, городов и коммун России и стран Северной Европы», г. Сывкыткар, Республика КОМИ, 27-29.05.2003[4]
- 30 мая 2014 года Х Международная научно-практическая конференция  «Системно-структурные процессы в публичной власти: вопросы идеологии, политики, права», посвященная проблемам избирательного права и процесса», Самара, 30.05.2014[5]
- V Московская юридическая неделя, Москва, 24.11-03.12.2015[6]
- V Петербургский Международный Юридический Форум, Санкт-Петербург, июнь 2015 г.[7]
- Всероссийский круглый стол «Конституционно-правовое развитие современной России», Пятигорск, 17-18.02.2015[8]
- II Международная научно-практическая конференция «Гражданин. Выборы. Власть», Пятигорск, 26-27.11.2015[9]
- XIV Международная научно-практическая конференция по конституционному праву «Методология современного конституционализма: конституционализация позитивного права; конституционная аксиология пропорциональности», Санкт-Петербург, 20-21.05.2016[10]
- Международная  конференции на тему «Вызовы духовному и правовому поведению современной личности и императивы их преодоления», Рим (Италия), 06.11.2017[11]
- Международная конференция «Формирование современной европейской идентичности в условиях интеграционных процессов в ЕС», Санкт-Петербург, 07-08-06.2018[12]

## Награды, звания
- Медаль "В память 300-летия Санкт-Петербурга" (2006)
- Почётный работник высшего профессионального образования Российской Федерации (2010)
- Знак отличия "За заслуги перед Санкт-Петербургом" (2016)[13][14]

## Научные труды
- Под общ. ред. А.А. Ливеровского, В.П. Сальникова. Методология современного конституционализма: конституционализация позитивного права; конституционная аксиология пропорциональности (Материалы XIV Международной научно-практической конференции по конституционному праву, Санкт-Петербург, 20-22 мая 2016 г.) / Ливеровский А.А.. — СПб.: Фонд «Университет», Санкт-Петербургский государственный экономический университет, 2017. — 344 с. — ISBN 978-5-93598-149-5.
- Правовой статус и экономическое развитие субъекта Российской Федерации. СПб., 2000 (в соавторстве с М. Н. Бродским)
- О статусе субъекта Российской Федерации // Правоведение. 2000. № 2
- О структуре статуса субъекта Российской Федерации // Учёные записки Санкт-Петербургского университета экономики и финансов. Вып. 5. 2000
- Исторические и правовые особенности субъектного состава РФ // Правоведение. 2001. № 1
- Обеспечение законности в деятельности субъектов Российской Федерации (правовой аспект) // Учёные записки Санкт-Петербургского университета экономики и финансов. Вып. 8. 2001
- Актуальные проблемы федеративного устройства России. СПб, 2002
- Рациональная модель конституционного нормоконтроля[15]
- Федеральное вмешательство // Журнал российского права. 2002. № 9
- Конституционные ценности: содержание и проблемы реализации. Материалы Международной научно-теоретической конференции 4-6 декабря 2008 г. Т.1. — М.: Российская академия правосудия, 2010. — 396 с. — ISBN 978-5-93916-196-1.
- Конституционно-правовые основы народовластия в России и Италии (вид издания: Материалы конференций). — М.: Российская академия правосудия, 2012. — 227 с. — ISBN 978-5-93916-343-9.